# Mindon Min
Mindon Min (tiếng Miến Điện: မင်းတုန်းမင်း, phát âm [mɪ́ɰ̃dóʊɰ̃ mɪ́ɰ̃]; 8 tháng 7 năm 1808 - 1 tháng 10 năm 1878) là vị vua áp chót của Miến Điện (Myanmar), tại vị từ năm 1853 đến 1878. Ông là một trong những vị vua nổi tiếng và được kính trọng nhất của Miến Điện.
Khi tiền vương là Vua Pagan còn trị vì thì nước Miến lâm chiến với Đế quốc Anh. Kết quả cuộc Chiến tranh Anh-Miến Điện lần thứ nhì buộc Miến phải nhường toàn phần Hạ Miến cho Anh năm 1852. Mindon là em cùng cha khác mẹ với vua Pagan, âm mưu với người em khác là Kanaung lật đổ Pagan. Sau khi lên ngôi Mindon cố gắng canh tân đất nước, chống lại cuộc bành trướng của Anh. Khi ông mất năm 1878 Miến Điện rơi vào tình trạng hỗn loạn, trong triều thì bè đảng tranh quyền, ngoài cõi thì thực dân Anh làm áp lực. Thibaw được lập làm vua nhưng không lâu sau đó Miến Điện mất quyền tự chủ.